# Церковний (зупинний пункт)
Церко́вний — пасажирська зупинна платформа Луганської дирекції Донецької залізниці.
Розташована поблизу селища Карпати Перевальського району Луганської області. Платформа розташована на лінії Родакове — Дебальцеве між станціями Слов'яносербськ (6 км) та Комунарськ (7 км).
Через військову агресію Росії на сході Україні транспортне сполучення припинене, водночас керівництво так званих ДНР та ЛНР заявляло про запуск електропоїзда сполученням Луганськ — Ясинувата, що підтверджує сайт Яндекс.